# Trans-sur-Erdre
Trans-sur-Erdre is een gemeente in het Franse departement Loire-Atlantique (regio Pays de la Loire). De plaats maakt deel uit van het arrondissement Châteaubriant-Ancenis. Trans-sur-Erdre telde op 1 januari 2022 1.124 inwoners.

## Geografie
De oppervlakte van Trans-sur-Erdre bedroeg op 1 januari 2022 22,56 vierkante kilometer; de bevolkingsdichtheid was toen 49,8 inwoners per km².

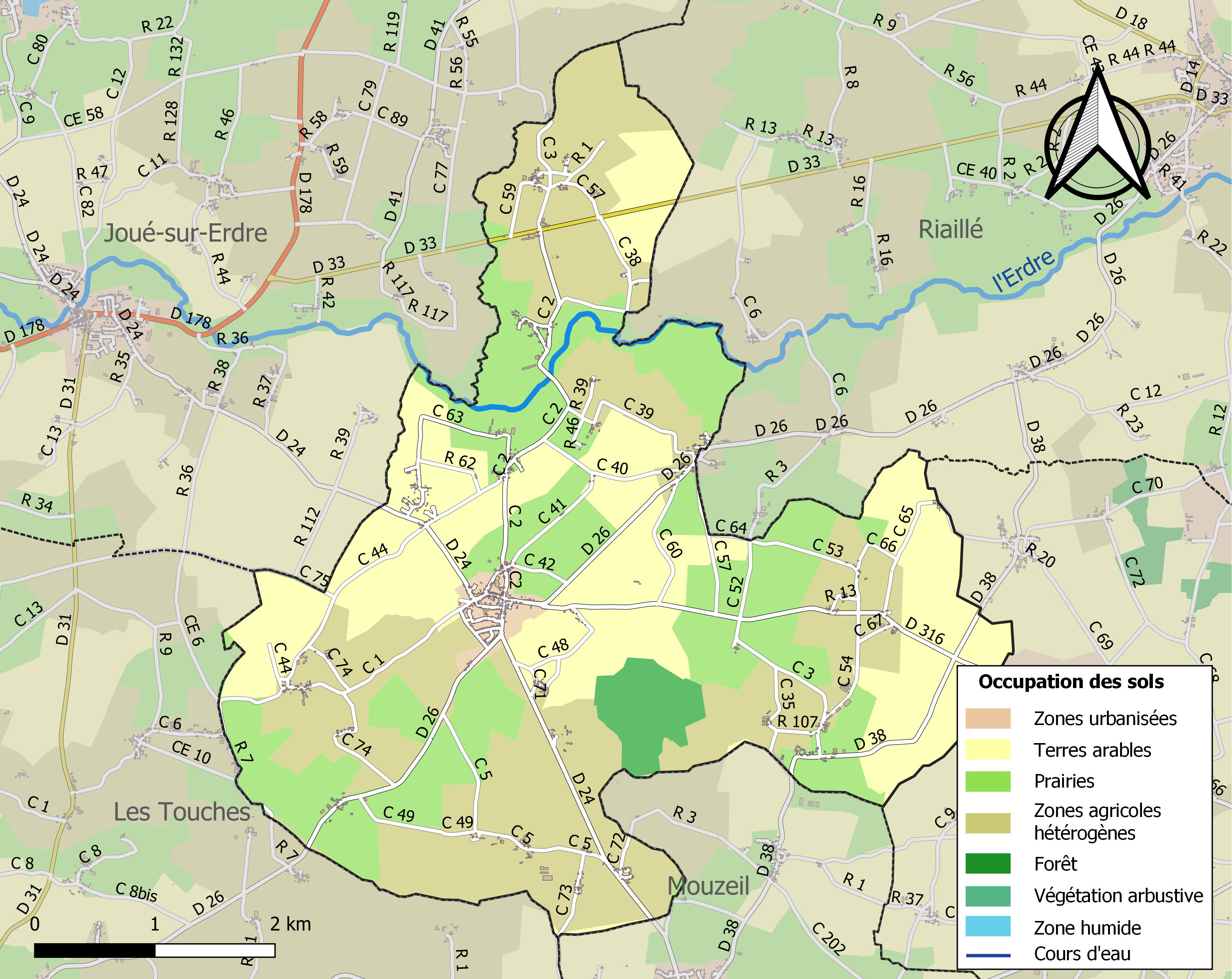
Kaart van de gemeente met de belangrijkste infrastructuur, bodemgebruik en omliggende gemeenten

## Demografie
Onderstaande figuur toont het verloop van het inwonertal (bron: INSEE-tellingen).